# 欧文·罗·奥尼尔

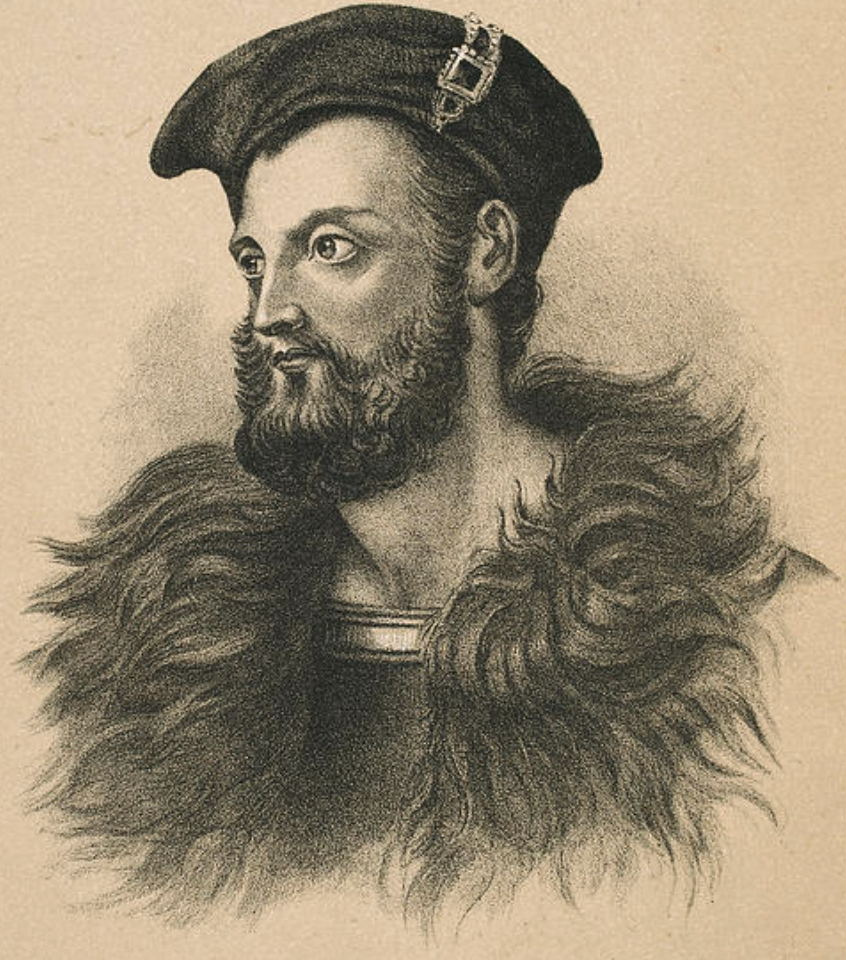
欧文·罗·奥尼尔

欧文·罗·奥尼尔（英語：Owen Roe O'Neill，1585年—1649年11月6日）爱尔兰阿尔斯特人，早年离开爱尔兰，在八十年战争中为西班牙雇佣军。1641年爱尔兰起义后，奥尼尔返回并指挥爱尔兰邦联在阿尔斯特的军队，以1646年本伯尔战役的胜利而闻名。
奥尼尔晚年参与了邦联内战，他率领军队在首都基尔肯尼夺取政权。与邦联的敌对势力发生冲突，导致奥尼尔与在阿尔斯特英格兰议会军的查尔斯·库特临时结盟。他最初拒绝了爱尔兰邦联与爱尔兰保王党结盟，但面对克伦威尔军队对爱尔兰的进攻，他改变主意与爱尔兰奥蒙德勋爵结盟。1649年11月6日奥尼尔卡文郡去世。